# Nysa av Pontus
Nysa av Pontus, död 126 f.Kr, var en drottning av Kappadokien genom äktenskap med Ariarathes V av Kappadokien. Hon var regent i Kappadokien 130-126 som förmyndare för sin son.  
Nysa var dotter till Farnaces I av Pontus och hans seleukidiska drottning Nysa. Hon gifte sig efter år 160 f.Kr med Ariarathes V. Hon hyllades av skrået Dionysus' Technitai i Aten, som hon uppenbarligen hade gett sitt beskydd. När maken avled år 130 f.Kr blev Nysa Kappadokiens regent som förmyndare för sin minderårige son Ariarathes VI. Han var den yngste av sex söner: enligt antika källor hade Nysa mördat sina övriga fem söner för att kunna bli förmyndarregent. Nysa regerade i fyra år och mördades därefter av medborgare i Kappadokien som var lojala mot den inhemska dynastin och anklagade henne för grymhet. Hennes son gifte sig därefter med hennes brorsdotter Laodike av Pontus.